# Concistori di papa Onorio III

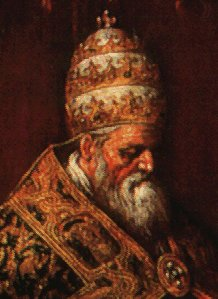
Papa Onorio III

Questa voce raccoglie l'elenco completo dei concistori per la creazione di nuovi cardinali presieduti da papa Onorio III, con l'indicazione di tutti i cardinali creati su cui si hanno informazioni documentarie (9 nuovi cardinali in 6 concistori). I nomi sono posti in ordine di creazione.

## Dicembre 1216 (I)
- Gil Torres, creato cardinale diacono dei Santi Cosma e Damiano (morto nel novembre 1254)
- Bertrando Savelli, creato cardinale presbitero dei Santi Giovanni e Paolo (morto nel febbraio 1222 o 1223)
- Niccolò, creato cardinale diacono di Santa Maria in Aquiro (morto prima del 1227)

## 8 gennaio 1219 (II)
- Konrad von Urach, O.Cist., creato cardinale vescovo di Porto e Santa Rufina (morto nel settembre 1227); beato, la sua memoria ricorre il 30 settembre

## Tra ottobre e dicembre 1219 (III)
- Pietro Capuano, minor, patriarca eletto di Antiochia; creato cardinale diacono di San Giorgio in Velabro (morto nel marzo 1242)

## 1219 (mese ignoto) (IV)
- Niccolò Chiaramonte, O.Cist., creato cardinale vescovo di Frascati (morto nel settembre 1227)

## 1221 (V)
- Leone, creato cardinale presbitero di San Marcello (morto prima del 1228)
- Roberto Rainaldi, creato cardinale presbitero dei Santi Giovanni e Paolo

## 28 settembre 1225 (VI)
- Oliver von Paderborn, vescovo di Paderborn (Germania); creato cardinale vescovo di Sabina (morto nel settembre 1227)

## Fonti
- (EN) Current and historical information about the Bishops and Dioceses of the Catholic Hierarchy around the world, su catholic-hierarchy.org.
- (EN) Salvador Miranda, Honorius III, su fiu.edu – The Cardinals of the Holy Roman Church, Florida International University. URL consultato il 27 luglio 2015.